# جون روبرتسون (سياسي بريطاني)
جون روبرتسون (بالإنجليزية: John Robertson) هو سياسي بريطاني، ولد في 17 أبريل 1952 في غلاسكو في المملكة المتحدة. حزبياً، نشط في حزب العمال.

## مناصب
- في الانتخابات الفرعية في مجلس العموم البريطاني [الإنجليزية]‏، انتخب عضو البرلمان الثاني والخمسون للمملكة المتحدة عن دائرة Glasgow Anniesland (UK Parliament constituency) [الإنجليزية]‏ وقد انضم خلال فترته النيابية ‏ ( – 14 مايو 2001) للكتلة البرلمانية حزب العمال.
- في الانتخابات العامة في المملكة المتحدة 2001، انتخب عضو برلمان المملكة المتحدة الـ53 عن دائرة Glasgow Anniesland (UK Parliament constituency) [الإنجليزية]‏ وقد انضم خلال فترته النيابية ‏ (7 يونيو 2001 – 11 أبريل 2005) للكتلة البرلمانية حزب العمال.
- في الانتخابات العامة في المملكة المتحدة 2005، انتخب عضو برلمان المملكة المتحدة الـ54 عن دائرة غلاسكو الشمالية الغربية وقد انضم خلال فترته النيابية ‏ (5 مايو 2005 – 12 أبريل 2010) للكتلة البرلمانية حزب العمال.
- في انتخابات المملكة المتحدة لعام 2010، انتخب عضو برلمان المملكة المتحدة الـ55 عن دائرة غلاسكو الشمالية الغربية وقد انضم خلال فترته النيابية ‏ (6 مايو 2010 – 30 مارس 2015) للكتلة البرلمانية حزب العمال.

## وصلات خارجية
- الموقع الرسمي